# Achille Viallet
Pour les articles homonymes, voir Viallet.
Achille Constantin Viallet est un homme politique français né le 6 octobre 1820 à Beaufort (duché de Savoie) et décédé le 18 août 1871 à Versailles.
Notaire à Moûtiers et maire de la ville, il est élu représentant de la Savoie en février 1871 et meurt six mois plus tard.

### Sources
- « Achille Viallet », dans Adolphe Robert et Gaston Cougny, Dictionnaire des parlementaires français, Edgar Bourloton, 1889-1891 [détail de l’édition]